# レオン・ブライトリング

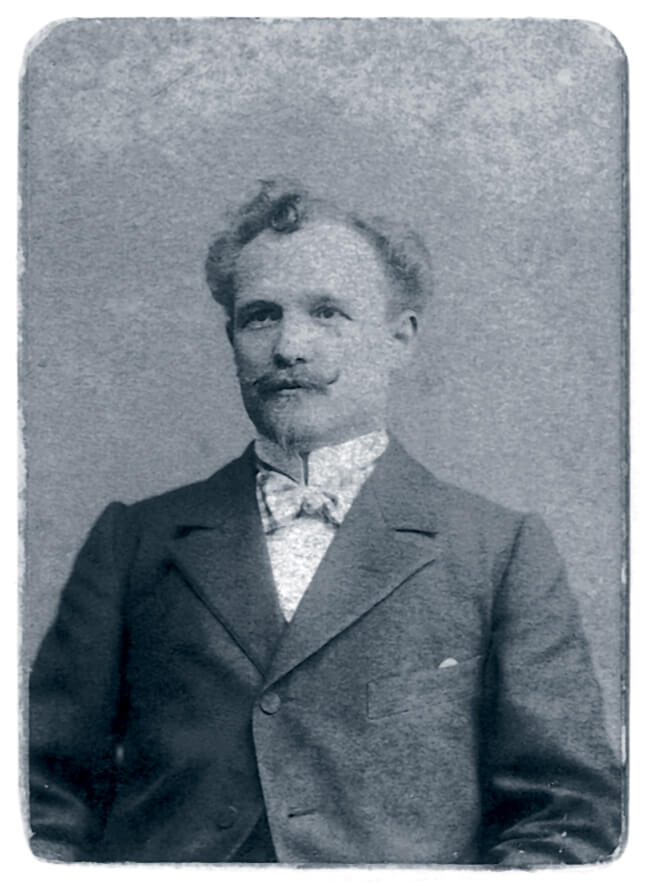
レオン・ブライトリング

レオン・ブライトリング（Leon Breitling、1860年1月26日 - 1914年8月14日）は、スイスの時計メーカー「ブライトリング」の創業者である。

## 略歴
1860年1月26日、サンティミエにて、ドイツ系の家庭に誕生。1884年、時計工房「G. レオン・ブライトリング」（G.Leon Breitling ）を開いた。これがブライトリングの始まりである。1884年、息子ガストン・ブライトリング（Gaston Breitling ）が誕生。1892年、ラ・ショー＝ド＝フォンのモンブリラン通りに移転し「レオン G.ブライトリング」（Leon G. Breitling S.A. Montbrillant Watch Manufactory ）に改名した。1914年8月14日に死去。これにより「ブライトリング」は、ガストン・ブライトリングが後を継ぐことになった。